# 요쿠츠어
요쿠츠어(Yokuts) 또는 마리포사어(Mariposa)는 캘리포니아 중부의 산호아킨 밸리 지역에서 요쿠츠족이 사용하던 언어이다. 현재 요쿠츠족의 후손은 수천 명에 달하지만 언어의 사용은 19세기 골드러시 시대 이후 크게 줄어 현재 화자 50명 남짓의 소멸위기 언어이다.
유럽계 인구와의 접촉 이전의 40여 개의 구분되는 방언이 있었을 것이라 추측된다. 글로톨로그는 이를 크게 4개의 구분된 언어로 분류하고 있는데, 각각 팔루야미(Palewyami), 부에나비스타(Buena Vista), 북부(Northern), 툴레-카웨아(Tule-Kaweah) 요쿠츠어이다.

## 같이 보기
- 요쿠츠족
- 펜우티어족